# Andrea Kerbaker
Andrea Kerbaker (Milano, 1º ottobre 1960) è uno scrittore e direttore artistico italiano.

## Biografia
Laureato in Lettere a Milano, ha lavorato per vent'anni nella comunicazione dell'industria privata, occupandosi prevalentemente di organizzazione culturale. Tra le sue iniziative, i concerti al Colosseo a Roma durante l'amministrazione Veltroni e le letture di Dante a cura di Vittorio Sermonti in Santa Maria delle Grazie a Milano. 
Insegna Istituzioni e Politiche Culturali all'Università Cattolica del Sacro Cuore, collabora con il Corriere della Sera e con il supplemento domenicale de Il Sole 24 Ore.
È segretario del Premio Bagutta, il più antico riconoscimento letterario italiano.
Dall'età di diciassette anni colleziona libri: arrivato a circa 30 000, ne ha raccolta gran parte nella Kasa dei Libri a Milano, dove ha sede il suo studio e si svolgono manifestazioni culturali legate al tema. L'ulteriore crescita del patrimonio ha comportato l'apertura di un secondo spazio con analoghe caratteristiche, il Kapannone dei Libri di Angera.

## Opere
- Ex-libris Cesare L. Musatti (All'insegna del pesce d'oro, 1994) ISBN 88-444-1286-1
- Fotogrammi (All'insegna del pesce d'oro, 1996) ISBN 88-444-1350-7
- Pater Familias (Skira, 2001) ISBN 88-8118-950-X
- Trilogia Diecimila, 33⅓ e 70 (Frassinelli, 2003-2004) ISBN 88-7684-732-4 / ISBN 88-7684-763-4 / ISBN 88-7684-821-5
- Una notte di dicembre (Frassinelli, 2005) ISBN 88-7684-890-8
- Lo stato dell'arte. La valorizzazione del patrimonio culturale italiano (Bompiani, 2007) ISBN 88-452-5857-2
- Coincidenze (Bompiani, 2008) ISBN 978-88-452-6002-5
- Bufale apocalittiche (Ponte alle Grazie, 2010) ISBN 978-88-6220-155-1
- Lo scaffale infinito (Ponte alle Grazie, 2013) ISBN 978-88-6220-853-6
- Breve storia del libro (a modo mio) (Ponte alle Grazie, 2014) ISBN 978-88-6833-065-1
- La rimozione (Marsilio Editori, 2016) ISBN 978-88-317-2372-5
- Diecimila. Autobiografia di un libro (Interlinea edizioni, 2017) ISBN 978-88-6857-119-1
- Celebrity (La nave di Teseo, 2019) ISBN 978-88-9344-880-2
- Vite da presepe (Interlinea edizioni, 2019) ISBN 978-88-6857-300-3
- Money (La nave di Teseo, 2021)
- Milano in 10 passeggiate (Rizzoli, 2021)
- La vita segreta dei libri fantasmi (Garzanti, 2022)
- Stradario sentimentale di Milano (BUR, 2024)

### Curatele
- Bella e possibile, memorandum sull'Italia da comunicare (Skira e Fondazione Altagamma, 2009) ISBN 88-572-0317-4
- Skira 1928 – 2008 Storie e immagini di una casa editrice (Skira, 2008) ISBN 88-6130-844-9
- La pietà, la noia della pietà (1943-45). Una raccolta inedita di Piero Bigongiari (Almanacco dello specchio, 2010) ISBN 978-88-8063-665-6
- Alberto Cadioli e Antonello Negri (a cura di), I due Scheiwiller. Editoria e cultura nella Milano del Novecento, Milano, Skira, 2009, ISBN 978-88-572-0479-6.
- Nicola Romeo, Alle radici dell'Alfa Romeo. Lettere ad Assunta Kerbaker (1901-1912), a cura di Andrea Kerbaker, Novara, Interlinea edizioni, 2015, ISBN 9788868570729
- Carlo Alberto Carutti, Boom. Gli oggetti del miracolo economico tra vita, passione e lavoro, a cura di Andrea Kerbaker, Novara, Interlinea edizioni, 2017, ISBN 978-88-6857-005-7

## Premi e riconoscimenti
- Premio Bagutta: 1998 vincitore nella sezione Opera Prima con Fotogrammi[1]
- Premio Dessì: 2020 Premio Speciale della Fondazione Sardegna[2]